# Henrique IX da Baviera
Henrique IX da Baviera (c. 1075 — Ravensburg, 13 de dezembro de 1126) "O Preto", foi duque da Baviera de 1120 a 1126. Era filho de Guelfo I da Baviera e de Judite da Flandres.
Henrique IX e sua esposa Vulfilda da Saxónia, morreram ambos em 1126. Pouco antes de morrer, Henrique IX tornou-se monge da Abadia de Weingarten.

## Relações familiares
Era filho de Judite de Flandres e de Guelfo I da Baviera ou Guelfo IV de Este (? - Pafos, Chipre 6 de Novembro de 1101), Duque da Baviera entre 1070 e 1077, primeiro membro da Casa de Guelfo, casa esta que é um ramo da Casa de Este. 
Casou-se com Vulfilda da Saxônia (1072 – 1126), filha de Magno I, duque da Saxónia (1045 — 1106).  Desse casamento teve, os seguintes filhos:
1. Henrique X da Baviera[3] "o orgulhoso", duque da Baviera (c. 1108 - 20 de outubro 1139), casado com Gertrude Suplingemburgo;
2. Conrado da Baviera;
3. Sofia da Baviera (c. 1100 -?), casada por duas vezes: a primeira com Berchtoldo III de Zähringen, Duque de Zähringen, e a segunda com Leopoldo I, marquês de Estíria;
4. Judite da Baviera (c. 1100 -?),[1] casada com Frederico II, duque da Suábia;
5. Matilde da Baviera, casada por duas vezes: a primeira, com Diepoldo IV de Vohburgo, e a segunda, com Gebardo III de Sulzbach;
6. Guelfo VI de Espoleto (1115 -?), que se casou com Uta de Schauenburg, filha de Godofredo de Calw, conde palatino do Reno;
7. Vulfilda da Baviera, casada com Rudolf II, conde de Bregenz;
8. Adalberto da Baviera